# Agustín de Vedia
Agustín de Vedia (n. 1843, Montevideo - d. 1910, Buenos Aires) a fost un jurnalist și scriitor uruguayan, care a avut o influență remarcabilă asupra vieții politice din Argentina și Uruguay între a doua jumătate a secolului al XIX-lea și începutul secolului al XX-lea.

## Biografie
S-a stabilit de la vârsta de 16 ani în Buenos Aires, locul de reședință al tatălui său. A pătruns de la o vârstă foarte fragedă în lumea jurnalismului și a înființat în 1864 ziarul El Iris și apoi, doi ani mai târziu, ziarul La América, care a avut o perioadă de apariție foarte scurtă din cauza campaniei sale agresive împotriva politicii președintelui Bartolomé Mitre, a poziției sale cu privire la Războiul Triplei Alianțe și a arestării redactorilor săi.
În 1870 a participat la mișcarea revoluționară împotriva președintelui uruguayan, generalul Lorenzo Batlle. Aflat în aceeași tabără, a editat un ziar cu un titlu controversat: La Revolución.  După răsturnarea președintelui Battle și ascensiunea la putere a juristului José Eugenio Ellauri în 1874, s-a mutat cu domiciliul în Argentina, unde, în afară de activitatea de redactor la prestigiosul cotidian La Nación, a lucrat ca avocat. În același an a fost ales deputat în Parlamentul Argentinei. În 1873 el a fondat ziarul La Democracia.
Opt ani mai târziu, el a făcut o altă călătorie la Montevideo, unde, ca director de ziar, a rămas până în 1882, când s-a mutat definitiv la Buenos Aires. Odată ajuns acolo, el a renunțat la conducerea ziarului La Democracia, trecând ca director la ziarul La Tribuna Nacional, dar, nefiind o publicație fondată de el, a decis să înființeze și să conducă în 1891 un alt ziar nou: La Tribuna. A condus acest ziar până la moartea sa. Agustín de Vedia a murit în 1910.

## Scrieri
- Album de la república O. del Uruguay, compuesto para la Exposición Continental de Buenos Aires (1882)
- El Banco nacional; historia financiera de la República Argentina (1890)
- El teniente general Julio A. Roca : bosquejo històrico-biográfico (1899)
- La Constitución argentina (1907)
- Proyecto de correcciones al Código civil de la República Argentina (1908)
- La bandera y el escudo (1911)